# معهد ماكس بلانك لفيزياء خارج الأرض
معهد ماكس بلانك لفيزياء خارج الأرض (بالألمانية: Max-Planck-Institut für extraterrestrische Physik) هو معهد أبحاث مقره بلدة غارشينغ قرب مدينة ميونخ الألمانية.
استقل المعهد في سنة 1991، بعد انقسام ما كان يُعرف بمعهد ماكس بلانك للفيزياء والفيزياء الفلكية إلى معهد ماكس بلانك للفيزياء ومعهد ماكس بلانك للفيزياء الفلكية ومعهد ماكس بلانك لفيزياء خارج الأرض، وكان الأخير قد أُنشئ كمعهد تابع في سنة 1963. وتُكرس جهود المعهد إلى حد كبير لدراسة الفيزياء الفلكية باستخدام تلسكوبات في مدارات فضائية، ويذهب جانب كبير من موارد المعهد في دراسة الثقوب السوداء في المجرة والكون البعيد.

## وصلات خارجية
- الموقع الرسمي للمعهد (بالألمانية)

```
(بالإنجليزية)
```

## اقرأ أيضا
- الرامي A*